# Podul Governador Nobre de Carvalho
Podul Governador Nobre de Carvalho (în chineză: 嘉樂庇總督大橋), cunoscut, de asemenea, cunoscut sub numele de Podul Macao-Taipa (în chineză: 澳氹大橋), este un pod cu două benzi care face legătura între peninsula Macao (în apropiere de Casino Lisboa) și insula Taipa (în apropierea versantului nordic al dealului Taipa Pequena), traversând Baía da Praia Grande. El este primul pod din Macao care leagă zona peninsulară și insula Taipa și este cunoscut pe plan local sub numele de „Podul Vechi” (în chineză: 舊大橋).

## Istoria
Construcția podului a început în iunie 1970, în timpul dominației portugheze. Podul are o lungime de 2.569,8 metri și o lățime de 9,2 metri și a fost deschis traficului în octombrie 1974. Zona din mijlocul podului este mai înaltă decât zonele laterale, având o formă de arc triunghiular, pentru a permite navelor să treacă pe dedesubt. Cel mai înalt punct al podului se află la 35 de metri deasupra nivelului mării. Podul este numit după José Manuel de Sousa e Faria Nobre de Carvalho, guvernator al coloniei Macao în perioada 25 noiembrie 1966 - 19 noiembrie 1974. Din cauza construcției în apropierea sa a înaltei clădiri Casino Lisboa, podul a fost închis temporar în 2005. Începând din 2006 podul este deschis din nou, dar numai pentru autobuze și taxiuri.

## Arhitectura
Podul a fost construit sub formă de dragon, cu Casino Lisboa reprezentând capul dragonului, iar Monumentul Taipa de pe Taipa Pequena coada dragonului.